# Oioceros
Oioceros és un gènere extint de mamífers artiodàctils de la família dels bòvids que visqueren al Vell Món durant el Miocè, fa entre 5,3 i 20,4 milions d'anys. Se n'han trobat restes fòssils a Grècia, Kenya, Mongòlia, Turquia i la Xina. Tenien el crani semblant al de les gaseles, de les quals es diferenciaven pel fet de tenir les dents menys especialitzades, cosa que indica que es devien nodrir majoritàriament de fulles. Eren bòvids de mida petita a mitjana, però de potes llargues i bons corredors. Tenien les banyes caragolades.